# 伯班克联合学区
伯班克联合学区，（英文：Burbank Unified School District，简称：BUSD）是一个总部位于美国加利福尼亚州伯班克的学区

## 学校

### 高中
- 伯班克高中
- 约翰巴勒斯高中
- 蒙特利高中（续）

### 中学
- 约翰缪尔中学
- 路德伯班克中学
- 多洛雷斯韦尔塔中学

### 小学

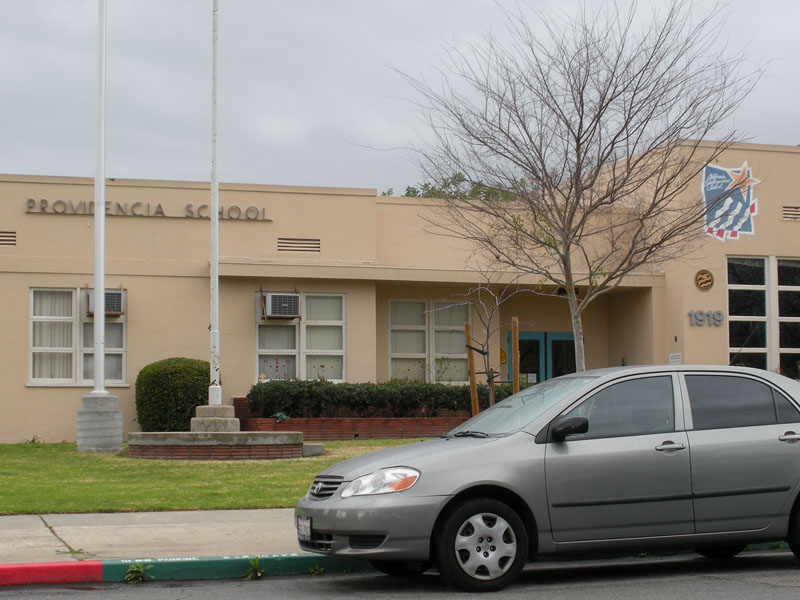
普罗维登西亚小学的外部

- 华特·迪士尼小学
- 托马斯·爱迪生小学
- 拉尔夫·爱默生小学
- 布雷特·哈特小学
- 托马斯·杰斐逊小学
- 威廉·麦金利小学
- 华金·米勒小学
- 普罗维登西亚小学
- 西奥多·罗斯福小学
- R.L.史蒂文森小学
- 乔治·华盛顿小学

### 其他学校
- 伯班克成人学校
- 社区日间学校
- 木兰公园学校
- 霍勒斯曼儿童中心

### 前学校
- 亚伯拉罕·林肯小学
- 亨利·明盖小学（现伯班克成人学校）
- 蒙特利小学（现蒙特利继续高中）
- 本杰明富兰克林小学
- 霍勒斯·曼小学（现为霍勒斯·曼儿童中心）
- 约翰·昆西·亚当斯中学（现托马斯·爱迪生小学）